# آغین (ترکیه)
آغین (به ترکی استانبولی: Ağın) یک منطقهٔ مسکونی در ترکیه است که در استان الازیغ واقع شده‌است.